# Lockhart (Alabama)
Lockhart é uma cidade  localizada no estado americano do Alabama, no Condado de Covington.

## Demografia
Segundo o censo americano de 2000, a sua população era de 548 habitantes.
Em 2006, foi estimada uma população de 547, um decréscimo de 1 (-0.2%).

## Geografia
De acordo com o United States Census Bureau, a localidade tem uma área de 2,9 km², dos quais 2,8 km² cobertos por terra e 0,1 km² cobertos por água.

## Localidades na vizinhança
O diagrama seguinte representa as localidades num raio de 32 km ao redor de Lockhart.